# Classe Alaska
A Classe Alaska foi uma classe de navios cruzadores de batalha, oficialmente designados "cruzadores grandes", operados pela Marinha dos Estados Unidos, composta pelo USS Alaska, USS Guam, USS Hawaii, USS Philippines, USS Puerto Rico e USS Samoa. Suas construções ocorreram nos estaleiros da New York Shipbuilding Corporation, porém apenas os dois primeiros foram finalizados. A classe foi concebida no final da década de 1930 depois do desenvolvimento da alemã Classe Scharnhorst e dos rumores do japonês Projeto B-65. O objetivo dos navios era servir como "matadores de cruzadores" capazes de caçar e destruir cruzadores pesados inimigos.
Os cruzadores da Classe Alaska eram armados com uma bateria principal composta por nove canhões de 305 milímetros montados em três torres de artilharia triplas, duas na proa e uma na popa. Eles tinham 246 metros de comprimento de fora a fora, uma boca de 28 metros, calado de pouco mais de nove metros e um deslocamento carregado que chegava a quase 35 mil toneladas. Seus sistemas de propulsão eram compostos por oito caldeiras a óleo combustível que alimentavam quatro conjuntos de turbinas a vapor, que por sua vez giravam quatro hélices até uma velocidade máxima de 33 nós (61 quilômetros por hora). Seus cinturões de blindagem tinham até 229 milímetros de espessura.
Apenas o Alaska e o Guam tiveram suas construções finalizadas e serviram no último ano da Segunda Guerra Mundial, atuando principalmente em operações de bombardeamento de litoral e na escolta de porta-aviões. Eles retornaram para os Estados Unidos no final de 1945 e foram descomissionados em fevereiro de 1947. Estudos foram realizados em 1958 para modernizá-los e coloca-los de volta em serviço, porém o custo foi considerado muito elevado, assim foram enviados para desmontagem em 1960 e 1961. A construção do Hawaii foi suspensa em 1947 e ele foi desmontado em 1959. As obras do Philippines, Puerto Rico e Samoa foram canceladas antes de começarem.